# Helt Enkelt
Helt Enkelt är ett musikalbum av artisten Frank Ådahl från 2008.
Han skriver själv om inspelningen: ”Jag har under mina år som sångare berörts av kraften i texter som andas ärlighet och mening. I melodier som lever sitt eget liv. Jag ber, tror och hoppas att sångerna skall bli till glädje, tröst och uppmuntran och dom hittar vägen även till Ditt hjärta.”

## Musiker
- Frank Ådahl - sång
- Magnus Spångberg - piano
- Martin Bylund
- Irene Bylund
- David Bukovinszky
- Mattias Bylund

## Låtlista
1. "Att Lämna Allt" (3:41)
2. "En Liten Stund Med Jesus" (5:24)
3. "My Feet Are On The Rock" (3:46)
4. "En Vanlig Människa" (3:07)
5. "Reser Till Kärlek" (3:07)
6. "Tårar Från Himlen" (3:54)
7. "Brevet" (4:40)
8. "Let Him Roll Away The Stone" (3:37)
9. "Pjäsen Är Över" (4:28)
10. "Jag Är Med Dig"